# António César de Vasconcelos Correia
António César de Vasconcelos Correia OTE • ComC • GCA • ComNSC (Torres Novas, 9 de fevereiro/novembro de 1797 – Lisboa, 11 de novembro de 1865), 1.º Visconde de Torres Novas e 1.º Conde de Torres Novas, foi um militar, político e maçon português.

## Família
Filho de António Narciso de Vasconcelos Correia (bap. Torres Novas, Santa Maria, 3 de abril de 1759 - ?), grande proprietário, e de sua mulher (Torres Novas, Santa Maria, 4 de março de 1791) Joana Bárbara da Costa de Faria e Sande, neto paterno de Joaquim Inácio Correia de Carvalho (filho de Luís Correia de Carvalho) e de sua mulher Isabel Maurícia Leite de Vasconcelos (filha de Raimundo António Leite de Vasconcelos), neto materno de António José Leitão (Torres Novas - ?) e de sua mulher Albana Helena da Costa de Faria (Santarém, São Vicente do Paul - ?), e irmão mais velho de Joaquim de Vasconcelos Correia (? - 1823), Guilherme de Vasconcelos Correia, General, casado com Antónia Emília de Vasconcelos, João de Vasconcelos Correia, morto durante o Cerco do Porto a 29 de janeiro de 1832, Albana de Vasconcelos Correia e Maria do Carmo de Vasconcelos Correia, ambas casadas com Francisco de Sales da Silveira, e José de Vasconcelos Correia, 2.º Conde de Torres Novas.

## Biografia
Oficial de Cavalaria do Exército, assentou praça em 1815, como Cadete, no Regimento de Infantaria N.º 7, e já era Alferes em 1818. Foi iniciado na Maçonaria em data e Loja afecta ao Grande Oriente Lusitano desconhecidas. Distinguiu-se pelo seu valor militar, combatendo nas várias Guerras Civis posteriores à Revolução Liberal do Porto de 24 de agosto de 1820. Liberal, depois da outorga da Carta Constitucional de 1826 e iniciada a luta nas províncias do Norte contra os partidários absolutistas, tomou parte nela e foi promovido a Tenente, por distinção, em 1827. Em 1828 tomou parte por D. Pedro IV de Portugal na Revolta do Porto contra o Governo de D. Miguel I de Portugal, a Belfastada, foi ferido em combate na Ponte do Cabeço do Vouga e emigrou com seus irmãos para a Grã-Bretanha e Irlanda, e militou depois nas hostes liberais, vindo, mais tarde, para a ilha Terceira, onde ficou ao serviço da Causa da Rainha D. Maria II de Portugal como adjunto de Luís da Silva Mouzinho de Albuquerque, que exercia as funções de ministro da Regência Liberal. Ausentando-se Mouzinho de Albuquerque da sede do Governo, ficou de Vasconcelos Correia encarregado em 1831 de dirigir o expediente ministerial das repartições do Reino, da Justiça, da Fazenda e da Marinha e Ultramar, tendo como colegas o 3.º Conde e 2.º Marquês de Ficalho nos Negócios Estrangeiros e João Ferreira Sarmento, depois 1.º Barão de Sarmento, 1.º Visconde de Sarmento e 1.º Conde de Sarmento, nos Negócios da Guerra.
Em 1831 foi adido militar ao Quartel-Mestre General na organização da força que viria a desembarcar no Mindelo. No Cerco do Porto distinguiu-se pela sua bravura e foi promovido a Capitão a 6 de agosto de 1832, por serviços distintos prestados nos Açores. Em Fevereiro de 1833 fazia parte do Estado-Maior General do Exército Libertador. Foi promovido a Major a 25 de julho de 1833, foi Deputado de 1834 a 1845, e em 1836 nomeado Comandante-Geral da Guarda Municipal, ano em que ocupou, novamente, a pasta de Ministro da Marinha e Ultramar. Já Tenente-Coronel, foi o 5.° Comandante-Geral, da Guarda Municipal de Lisboa entre 27 de dezembro de 1836 e 11 de junho de 1841, foi colocado no Regimento de Cavalaria N.º 1 a 20 de março de 1838 e, como Coronel, no Regimento de Cavalaria N.º 4 a 26 de novembro de 1840.
Durante o governo de António Bernardo da Costa Cabral, depois 1.º Conde de Tomar e 1.º Marquês de Tomar, pôs-se à frente do Pronunciamento Militar de Torres Novas contra aquele Governo. Essa revolta terminou pela capitulação das forças em Almeida, diante das que eram comandadas pelo antigo 1.º Barão de Mondim, agora 1.º Barão de Fonte Nova e depois 1.º Visconde de Fonte Nova e 1.º Conde de Fonte Nova. Militou, depois, na Patuleia, ao lado dos revoltosos. Quando em 1846 estalou nova revolta, a da Maria da Fonte, contra o governo cabralista, voltou a tomar parte activa nas acções militares dos revoltosos, e foi ele, juntamente com o 9.º Conde de Vale de Reis e 2.º Marquês de Loulé, depois 1.º Duque de Loulé, um dos Delegados da Junta do Porto na Convenção de Gramido.
Em 1851, depois do movimento da Regeneração, voltou à actividade política, tendo sido novamente Deputado de 1851 a 1856, e teve promoção a Brigadeiro. Em 1855 foi nomeado 93.º Governador-Geral da Índia, e assinalou-se na sua passagem por aquele importante cargo por várias medidas acertadas, especialmente no campo das Finanças e dos melhoramentos materiais. Teve de reprimir a sublevação da região de Satari, que pacificou.
Tinha sido promovido a General de Divisão em 1861. Exerceu as funções de Governador-Geral da Índia até 1864. Regressou à Metrópole em 1865 e, pouco depois, foi convidado a formar governo, convite que declinou, aceitando, no entanto, o cargo de Ministro da Guerra no Ministério presidido por Joaquim António de Aguiar, formado a 4 de setembro desse ano. No decurso do mesmo mês, por falta de saúde, foi obrigado a resignar o cargo, em que foi interinamente substituído pelo 1.º Visconde da Praia Grande de Macau.
Foi Conselheiro de Sua Majestade Fidelíssima, Par do Reino em e desde 1862, Grã-Cruz da Real Ordem Militar de São Bento de Avis e Excelentíssimo Senhor Grã-Cruz da Real e Distinguida Ordem Espanhola de Carlos III de Espanha, Comendador da Real Ordem Militar de Nosso Senhor Jesus Cristo e da Real Ordem Militar de Nossa Senhora da Conceição de Vila Viçosa, Oficial da Real Ordem Militar da Torre e Espada, entre outras.
O título de 1.º Visconde de Torres Novas foi-lhe concedido por decreto de D. Pedro V de Portugal, datado de 12 de setembro de 1855, e foi elevado à Grandeza, como 1.º Conde de Torres Novas, por decreto de D. Luís I de Portugal, de 21 de maio de 1862.

## Casamento e descendência
Teve dois filhos naturais de Ana Maria Correia: 
- Júlio César de Vasconcelos Correia (Lisboa, Santos-o-Velho ou Santa Catarina, 21 de dezembro de 1837 – Lisboa, Santos-o-Velho, 31 de dezembro de 1910), Engenheiro e Constructor Naval, casado em Lisboa, Encarnação, com Constança Libânia Auta de Almeida (Lisboa, Santos-o-Velho, c. 1840 – Lisboa, Santos-o-Velho, 13 de março de 1926), filha de Francisco Pereira e de sua mulher Maria da Rocha de Proença, da qual teve dois filhos: 
  - Augusto César de Almeida de Vasconcelos Correia (Lisboa, 24 de setembro de 1867 – Lisboa, 27 de setembro de 1951)
  - António de Almeida de Vasconcelos Correia (Lisboa, 5/23 de julho de 1872 – Lisboa, 3 de dezembro de 1956)
- António César de Vasconcelos Correia (Lisboa, Santa Catarina, c. 1839 – Lisboa, Santos-o-Velho, 5 de Maio de 1870), Oficial da Fazenda da Armada Real, solteiro e sem geração

Casou na Índia a 24 de outubro de 1863 com D. Maria Helena da Silveira e Lorena (Goa, Goa Norte, Tiswadi, Pangim, 1 de março de 1850 – Goa, Goa Norte, Tiswadi, Pangim, 10 de janeiro de 1896), filha do 6.º Conde de Sarzedas, sem geração, a qual casou segunda vez, também sem geração, a 22 de Abril de 1868 com Daniel Ferreira Pestana (Funchal, 13 de outubro de 1824 – Goa, Goa Norte, Tiswadi, Pangim, 14 de novembro de 1896), General de Brigada.